# الكسندر توماس إمبيري
الكسندر توماس إمبيري هو سياسي كندي، ولد في 12 يناير 1874، وتوفي في 19 يوليو 1956. نشط حزبياً في حزب كندا المحافظ. وقد انتخب عضو مجلس العموم الكندي.